# Новая рождественская сказка
«Новая рождественская сказка» (англ. Scrooged) — кинофильм 1988 года, современная сатирическая версия «Рождественской песни» Чарльза Диккенса. Фильм сочетает элементы чёрной комедии, фэнтези и рождественского кино. Режиссёром картины стал Ричард Доннер, а главную роль исполнил Билл Мюррей.

## Сюжет
Фрэнк Кросс — циничный руководитель телекомпании, который занимается созданием рождественского шоу «Скрудж». Его жизнь меняется после встречи с тремя духами: Духом Прошлого Рождества, Духом Настоящего Рождества и Духом Будущего Рождества. Эти встречи заставляют его пересмотреть свою жизнь, полную жадности и одиночества, и в конечном итоге приводят к его духовному возрождению.
Телемагнат Фрэнк Кросс богат и абсолютно равнодушен ко всему, кроме собственных денег. Кросс — руководитель телеканала, хладнокровный бизнесмен с очень жестоким чувством юмора.
В рождественскую ночь перевоспитанием Фрэнка займутся призрак прошлого — весёлый таксист из ада; призрак настоящего — современная задорная фея без комплексов, использующая методы рукопашного боя, и ужасный посланник будущего с черепом вместо лица.
События разворачиваются в современном Нью-Йорке, где главный герой управляет крупной телекомпанией. Городская суета и праздничные украшения создают контраст между ярким видимым миром и внутренней пустотой жизни Фрэнка.
Это комедийная драма с элементами фэнтези, которая несёт социальное послание о необходимости человечности, сострадания и способности к переменам. «Новая рождественская сказка» напоминает о том, что любой человек способен искренне раскаяться и обрести настоящие человеческие ценности.
Этот фильм стал культовым благодаря своему юмору, теплоте и нестандартной интерпретации известной истории. Также он отличается выдающейся игрой актёров и оригинальной музыкой Дэнни Эльфмана.

## В ролях
| Актёр             | Роль                         |
| ----------------- | ---------------------------- |
| Билл Мюррей       | Фрэнк Кросс                  |
| Карен Аллен       | Клэйр Филлипс                |
| Джон Форсайт      | Лью Хэйворт                  |
| Джон Гловер       | Брюс Каммингс                |
| Бобкэт Голдтуэйт  | Элиот Лудермилк              |
| Дэвид Йохансен    | Призрак Прошлого Рождества   |
| Кэрол Кейн        | Призрак Настоящего Рождества |
| Роберт Митчем     | Престон Райнлендер           |
| Элфри Вудард      | Грейс Кули                   |
| Николас Филлипс   | Кэлвин Кули                  |
| Майкл Дж. Поллард | Герман                       |
| Джон Мюррей       | Джеймс Кросс                 |
| Уэнди Мэлик       | Уэнди Кросс                  |
| Бадди Хэккетт     | Эбенизер Скрудж              |
| Джейми Фарр       | Джейкоб Марли                |
| Джоэль Мюррей     | гость на вечеринке           |

## Производство
Фильм стал возвращением Билла Мюррея в кино после четырёхлетнего перерыва. Съёмки проходили в Нью-Йорке и Голливуде с декабря 1987 по март 1988 года. Производство сопровождалось творческими разногласиями между Мюрреем и режиссёром Ричардом Доннером — актёр позднее называл этот опыт «мучительным».

## Саундтрек
Оригинальную музыку написал Дэнни Эльфман. Главной музыкальной темой стала кавер-версия песни "Put a Little Love in Your Heart" в исполнении Эла Грина и Энни Леннокс, которая достигла 9-го места в американском чарте Billboard.

## Критика и наследие
При выходе фильм получил смешанные отзывы критиков, но со временем приобрёл статус культового и стал регулярно показываться в рождественский период. Многие современные обозреватели отмечают, что сатира фильма на коммерциализацию Рождества стала только актуальнее с годами.

## Номинации и награды
- 1989 — номинация на премию «Оскар» Лучший грим (Томас Бармен).
- 1990 — номинация на премию «Сатурн» Лучший актёр (Билл Мюррей).
- 1990 — номинация на премию «Сатурн» Лучший фантастический фильм.
- 1990 — номинация на премию «Сатурн» Лучшие спецэффекты (Эрик Бревиг).

## Интересные факты
- В фильме снялись три брата Билла Мюррея.
- Это последнее появление танцевального ансамбля Solid Gold Dancers в кино.
- Сценарист Майкл О'Доннахью называл снятый фильм «непереработанным дерьмом» по сравнению с оригинальным сценарием.